# Hans Eysenck
Hans Eysenck (Berlín, 1916 – Londres, 1997) va ser un psicòleg britànic d'origen alemany que va treballar sobre la intel·ligència i la personalitat. Exiliat a Londres per separar-se del règim nazi, va dictar nombroses conferències polèmiques i va ensenyar en diversos instituts de recerca, dins el corrent del conductisme.
Se'l recorda sobretot pel seu treball sobre la intel·ligència i la personalitat, tot i que va treballar en altres temes de psicologia. En el moment de la seva mort, Eysenck era el psicòleg viu més citat a la literatura científica.
La investigació d'Eysenck pretenia demostrar que certs tipus de personalitat tenien un risc elevat de càncer i malalties del cor. Els estudiosos han identificat errors i sospita de manipulació de dades en el treball d'Eysenck, i les grans rèpliques no han pogut confirmar les relacions que pretenia trobar. Una investigació en nom del King's College de Londres va trobar que els articles d'Eysenck eren «incompatibles amb la ciència clínica moderna».
El 2019, 26 dels seus articles (tots en coautor amb Ronald Grossarth-Maticek) van ser considerats «insegurs» per una investigació en nom del King's College de Londres. El 2020 es van retirar catorze dels seus articles i les revistes van emetre 64 declaracions de preocupació sobre les seves publicacions. David Marks i Rod Buchanan, biògraf d'Eysenck, han argumentat que s'han de retractar 87 publicacions d'Eysenck.
Durant la seva vida, les afirmacions d'Eysenck sobre les puntuacions de coeficient intel·lectual i la raça, publicades per primera vegada el 1971, van ser una part important de la seva reputació pública. Eysenck creia que les puntuacions de coeficient intel·lectual eren hereditàries i influïdes genèticament per la raça biològica. Havia citat estudis que afirmaven que la puntuació mitjana del coeficient intel·lectual dels nens negres era 12 punts inferior a la dels nens blancs. El treball d'Eysenck sobre aquesta creença es va utilitzar com a justificació de l'escolarització discriminatòria a Gran Bretanya als anys setanta. Les creences d'Eysenck sobre la raça han estat discutides per investigacions posteriors i ja no s'accepten com a part de la psicologia convencional.

## Biografia
Eysenck va néixer a Berlín, Alemanya. La seva mare era l'estrella de cinema nascuda a Silèsia Helga Molander, i el seu pare, Eduard Anton Eysenck, era un actor i animador de discoteca que una vegada va ser votat com «l'home més guapo de la costa bàltica». La seva mare era luterana i el seu pare catòlic. Eysenck va ser criat per la seva àvia materna que era jueva convertida al catolicisme. Sotmesa a les lleis de Nuremberg, va ser deportada i va morir en un camp de concentració. Un primer trasllat a Anglaterra a la dècada de 1930 es va fer permanent a causa de la seva oposició al partit nazi i les seves persecucions. «El meu odi a Hitler i als nazis, i tot el que defensaven, era tan aclaparador que cap argument podria contrarestar-lo». A causa de la seva ciutadania alemanya, inicialment no va poder trobar feina, i va estar a prop de ser internat durant la guerra. Es va doctorar el 1940 al University College London (UCL) treballant al Departament de Psicologia sota la supervisió del professor Sir Cyril Burt, amb qui va mantenir una relació professional tumultuosa al llarg de la seva vida laboral.
Eysenck va ser professor de psicologia a l’Institut de Psiquiatria del King's College de Londres de 1955 a 1983. Va ser un dels principals col·laboradors de la teoria científica moderna de la personalitat i un professor brillant que va ajudar a trobar tractament per a les malalties mentals. Eysenck també va crear i desenvolupar un model dimensional distintiu d'estructura de personalitat basat en la investigació empírica de l'anàlisi de factors, intentant ancorar aquests factors en la variació biogenètica. El 1981, Eysenck es va convertir en membre fundador del Consell Mundial de la Cultura. Va ser l'editor fundador de la revista internacional Personality and Individual Differences, i va escriure uns 80 llibres i més de 1.600 articles de revistes. Amb la seva primera dona, Hans Eysenck va tenir un fill Michael Eysenck, que també és professor de psicologia. Va tenir quatre fills amb la seva segona dona, Sybil Eysenck: Gary, Connie, Kevin i Darrin. Hans i Sybil Eysenck van col·laborar com a psicòlegs durant molts anys a l'Institut de Psiquiatria de la Universitat de Londres, com a coautors i investigadors. Sybil Eysenck va morir el desembre de 2020 i Hans Eysenck va morir d'un tumor cerebral en un hospici de Londres el 1997. Era ateu.

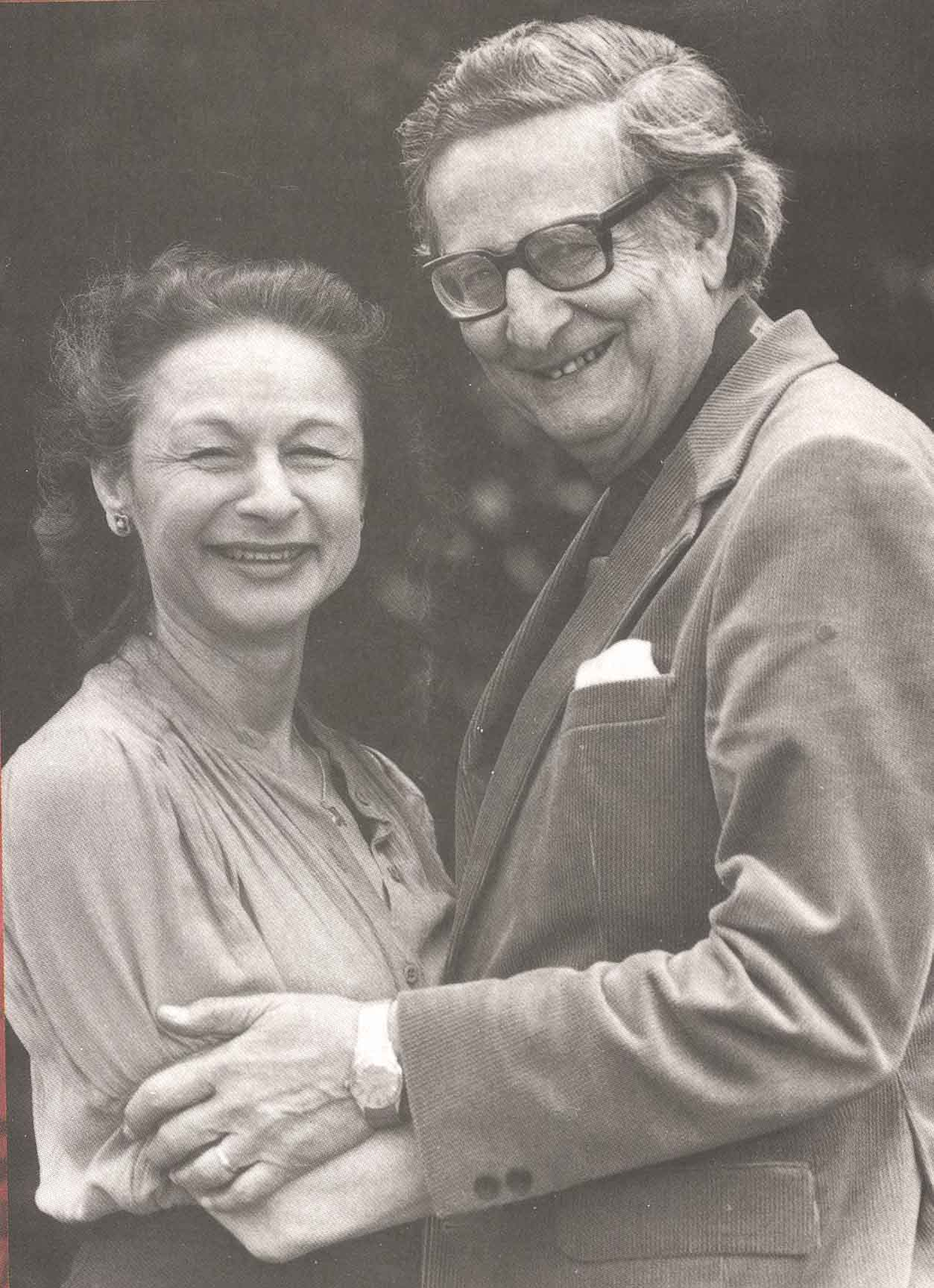
Amb la seva dona Sybil

La casa dels Eysenck va ser al número 10 de Dorchester Drive, Herne Hill, Londres des de 1960 fins a la seva mort.

## Publicacions i la seva rebuda
Alguns exemples de publicacions en què les opinions d'Eysenck van suscitar controvèrsia inclouen (cronològicament):
- Un article de la dècada de 1950[27] conclou que les dades disponibles «no donen suport a la hipòtesi que la psicoteràpia facilita la recuperació del trastorn neuròtic».

- Un capítol a Usos i abusos de la psicologia (1953) titulat «Què passa amb la psicoanàlisi».

- La psicologia de la política (1954)

- Race, Intelligence and Education (1971) (als EUA: The IQ Argument).

- Sexe, violència i mitjans de comunicació (1978).

- Astrologia: ciència o superstició? (1982).

- Decadència i caiguda de l'Imperi freudià (1985).

- Tabaquisme, personalitat i estrès (1991).

L'actitud d'Eysenck es va resumir a la seva autobiografia Rebel with a Cause: «Sempre vaig sentir que un científic només li deu una cosa al món, i aquesta és la veritat tal com ell la veu. Si la veritat contradiu les creences profundament arracades, és una llàstima. El tacte i la diplomàcia estan bé en les relacions internacionals, en política, potser fins i tot en els negocis; en ciència només importa una cosa, i són els fets». Va ser un dels signants del Manifest Humanista.

### La psicologia de la política
En aquest llibre, Eysenck suggereix que el comportament polític es pot analitzar en termes de dues dimensions independents: la distinció tradicional esquerra-dreta i com de «tendra» o «dura» és una persona. Eysenck suggereix que aquest últim és el resultat de la introversió o extraversió d'una persona, respectivament.
Els col·legues van criticar la investigació que va formar la base d'aquest llibre, per diversos motius, inclosos els següents:
- Eysenck afirma que les seves conclusions es poden aplicar a la classe mitjana britànica en conjunt, però les persones de la seva mostra eren molt més joves i més educades que la classe mitjana britànica en conjunt.

- Els partidaris de diferents partits eren reclutats de diferents maneres: els comunistes eren reclutats a través de les branques del partit, els feixistes de manera no especificada i els partidaris d'altres partits donant còpies del qüestionari als seus estudiants i dient-los que l'apliquin als amics i coneguts.

- Les puntuacions es van obtenir aplicant el mateix pes a grups de diferents mides. Per exemple, les respostes de 250 partidaris de classe mitjana del Partit Liberal van rebre el mateix pes que les de 27 liberals de classe obrera.

- Les puntuacions es van arrodonir sense explicació, en direccions que recolzaven les teories d'Eysenck.

### Genètica, raça i intel·ligència
Eysenck va defensar una forta influència de la genètica i la raça en les diferències de coeficient intel·lectual. Eysenck va donar suport a la pregunta d’Arthur Jensen sobre si la variació del coeficient intel·lectual entre grups racials era totalment ambiental. En oposició a aquesta posició, Eysenck va rebre un cop de puny a la cara per un manifestant durant una xerrada a la London School of Economics. Eysenck també va rebre amenaces de bomba i amenaces de matar els seus fills petits.
Eysenck va afirmar que els mitjans de comunicació havien donat a la gent la impressió enganyosa que les seves opinions estaven fora del consens científic principal. Eysenck va citar The IQ Controversy, the Media and Public Policy com a demostrant que hi havia un suport majoritari per a tots els principals arguments que havia presentat i, a més, va afirmar que no hi havia un debat real sobre la qüestió entre els científics rellevants.
Pel que fa a aquesta controvèrsia, el 1988 SA Barnett va descriure Eysenck com un «prolífic divulgador» i va exemplificar els escrits d'Eysenck sobre aquest tema amb dos passatges dels seus llibres de principis dels anys setanta:
Totes les evidències fins a la data suggereixen la importància aclaparadora dels factors genètics a l'hora de produir la gran varietat de diferències intel·lectuals que observem en la nostra cultura, i gran part de la diferència observada entre determinats grups racials.
| «                                                                                  | Tota l'evidència fins ara suggereix la… importància aclaparadora dels factors genètics a l'hora de produir la gran varietat de diferències intel·lectuals que observem a la nostra cultura, i bona part de la diferència observada entre determinats grups racials. | » |
| — HJ Eysenck, Race, Intelligence and Education, 1971, London: Temple Smith, p. 130 | |   |

| «                                                                             | Tot el curs del desenvolupament de les capacitats intel·lectuals d'un nen s'estableix en gran manera genèticament, i fins i tot canvis ambientals extrems… tenen poc poder per alterar aquest desenvolupament. | » |
| — H. J. Eysenck The Inequality of Man, 1973, London: Temple Smith, pp. 111–12 | |   |

Barnett cita crítiques addicionals a Race, Intelligence and Education de Sandra Scarr, que va escriure el 1976 que el llibre d'Eysenck era «generalment inflamatori» i que «hi ha alguna cosa en aquest llibre per insultar gairebé tothom excepte les WASP i els jueus.» Scarr va ser igualment crític amb les hipòtesis d'Eysenck, una de les quals era la suposició que l'esclavitud a les plantacions havia seleccionat els afroamericans com una submostra menys intel·ligent d'africans. Scarr també va criticar una altra declaració d'Eysenck sobre els presumptes coeficients intel·lectuals significativament més baixos dels immigrants italians, espanyols, portuguesos i grecs als EUA en relació amb la població del seu país d'origen. «Tot i que Eysenck té cura de dir que aquests no són fets establerts (per què no es van fer proves de coeficient intel·lectual als immigrants o no immigrants en qüestió?» Scarr escriu que el lector atent arribaria a la conclusió que «Eysenck admet que l'evidència científica fins ara no permet una elecció clara de la interpretació de les diferències genètiques de la inferioritat dels negres en les proves d'intel·ligència», mentre que «una lectura ràpida del llibre, però, deixa que el lector cregui que l'evidència científica actual dona suport a la conclusió que els negres dels Estats Units són genèticament inferiors als blancs en coeficient intel·lectual». Alguns dels treballs posteriors d'Eysenck van ser finançats pel Pioneer Fund, una organització que va promoure el racisme científic.

### Persones propenses al càncer
Eysenck també va rebre finançament per a la investigació de consultes a través del despatx legal de Nova York Jacob & Medinger, que actuava en nom de la indústria del tabac. En una xerrada donada el 1994 va esmentar que va demanar a Reynolds finançament per continuar la recerca. Quan se li va preguntar què pensava que els advocats de la indústria del tabac participessin en la selecció de científics per a projectes de recerca, va dir que la investigació s'hauria de jutjar per la seva qualitat, no per qui la va pagar, i va afegir que no s'havia beneficiat personalment dels fons. Segons el diari britànic The Independent, Eysenck va rebre més de 800.000 lliures d'aquesta manera. Eysenck va dur a terme molts estudis fent afirmacions sobre el paper de la personalitat en el tabaquisme i la malaltia, però també va dir «No tinc cap dubte, fumar no és un hàbit saludable».
El seu article «Càncer, personalitat i estrès: predicció i prevenció» defineix molt clarament la personalitat propensa al càncer (Tipus C). La ciència que hi ha darrere d'aquesta afirmació ha passat ara sota l'escrutini públic a la investigació del King's College de Londres del 2019 (vegeu més avall).

### Genètica de la personalitat
El 1951 es va publicar el primer estudi empíric d'Eysenck sobre la genètica de la personalitat. Es tracta d'una investigació realitzada amb el seu alumne i associat Donald Prell, de 1948 a 1951, en la qual es va provar la neurotisme a bessons idèntics (monozigòtics) i fraterns (dizigòtics), d'11 i 12 anys. Es descriu detalladament en un article publicat al Journal of Mental Science. Eysenck i Prell van concloure: «El factor del neurotisme no és un artefacte estadístic, sinó que constitueix una unitat biològica que s'hereta en conjunt… la predisposició neuròtica està en gran part determinada hereditàriament».

### Model de personalitat
Les dues dimensions de la personalitat extraversió i neurotisme es van descriure al seu llibre Dimensions de la personalitat de 1947. És pràctica habitual en psicologia de la personalitat referir-se a les dimensions amb les primeres lletres, E i N.
E i N van proporcionar un espai bidimensional per descriure les diferències individuals de comportament. Eysenck va observar com aquestes dues dimensions eren similars als quatre tipus de personalitat proposats per primera vegada pel metge grec Galè.
- Alt N i alt E = tipus colèric

- N alt i E baix = tipus melancòlic

- N baix i E alt = tipus sang

- N baix i E baix = tipus flemàtic

La tercera dimensió, el psicoticisme, es va afegir al model a finals de la dècada de 1970, basada en col·laboracions entre Eysenck i la seva dona, Sybil BG Eysenck.
El model d'Eysenck va intentar proporcionar una teoria detallada de les causes de la personalitat. Per exemple, Eysenck va proposar que l'extraversió era causada per la variabilitat en l'excitació cortical: «els introvertits es caracteritzen per nivells d'activitat més alts que els extravertits i, per tant, són crònicament més excitats corticalment que els extravertits». De la mateixa manera, Eysenck va proposar que la ubicació dins de la dimensió del neurotisme estava determinada per diferències individuals en el sistema límbic. Tot i que sembla contraintuïtiu suposar que els introvertits estan més excitats que els extravertits, l'efecte putatiu que això té sobre el comportament és tal que l'introvertit busca nivells més baixos d'estimulació. Per contra, l'extravertit busca augmentar la seva excitació a un nivell més favorable (tal com prediu la Llei Yerkes-Dodson) mitjançant una major activitat, compromís social i altres comportaments de recerca d'estimulació.

#### Comparació amb altres teories
Jeffrey Alan Gray, un antic estudiant d'Eysenck, va desenvolupar una interpretació teòrica alternativa completa (anomenada teoria biopsicològica de la personalitat de Gray) de les dades biològiques i psicològiques estudiades per Eysenck, que tingué més suport en models animals i d'aprenentatge. Actualment, el model de personalitat més utilitzat és el Model dels cinc factors. Els suposats trets del model dels Cinc factors són els següents:
1. Consciència

1. L'amabilitat

1. Neuroticisme

1. Obertura a l'experiència

1. Extraversió

L'extraversió i el neurotisme dels cinc factors són molt semblants als trets d'Eysenck del mateix nom. No obstant això, el que ell anomena el tret del psicoticisme correspon a dos trets del model dels cinc factors: la consciència i l'amabilitat (Goldberg i Rosalack 1994). El sistema de personalitat d'Eysenck no abordava l'obertura a l'experiència. Va argumentar que el seu enfocament era una millor descripció de la personalitat.

### Escales psicomètriques
La teoria de la personalitat d'Eysenck està estretament relacionada amb les escales psicomètriques que ell i els seus companys van construir. Aquests incloïen el Maudsley Personality Inventory (MPI), l'Eysenck Personality Inventory (EPI), l'Eysenck Personality Questionnaire (EPQ), així com la versió revisada (EPQ-R) i el seu corresponent format breu (EPQ-RS).). L'Eysenck Personality Profiler (EPP) desglossa diferents facetes de cada tret considerat en el model. Hi ha hagut un cert debat sobre si aquestes facetes haurien d'incloure la impulsivitat com a faceta de l'extraversió com va declarar Eysenck en els seus primers treballs, o del psicoticisme, com va declarar en el seu treball posterior.

### Publicació a la premsa d'extrema dreta
Eysenck va ser acusat de ser partidari de causes polítiques de l'extrema dreta. Els arguments de connexió eren que Eysenck tenia articles publicats al diari alemany National-Zeitung, que l'anomenava col·laborador, i a Nation und Europa, i que va escriure el prefaci d'un llibre d'un escriptor francès d'extrema dreta anomenat Pierre Krebs, Das unvergängliche Erbe, que va ser publicat pel Seminari Thule de Krebs. El lingüista Siegfried Jäger va interpretar el prefaci del llibre de Krebs com «haver criticat la igualtat de les persones, presentant-la com una doctrina ideològica insostenible». A la National Zeitung Eysenck va retreure a Sigmund Freud la suposada astúcia i falta de franquesa. Altres incidents que van alimentar els crítics d'Eysenck com Michael Billig i Steven Rose inclouen l'aparició dels llibres d'Eysenck a la llista de lectures recomanades Front Nacional Britànic i una entrevista amb Eysenck publicada per National Front's Beacon (1977) i posteriorment republicada al neo-publicació dels EUA. passos feixistes; una entrevista similar havia estat publicada un any abans per Neue Anthropologie, descrita pel biògraf d'Eysenck, Roderick Buchanan, com una «publicació germana de Mankind Quarterly, amb col·laboradors similars i de vegades compartint els mateixos articles». Eysenck també va escriure una introducció per a Race, Intelligence and Bias in Academe de Roger Pearson. En aquesta introducció al llibre de Pearson, Eysenck replica que els seus crítics són «les tropes disperses» de la Nova esquerra, que han adoptat la «psicologia dels feixistes». El 1974, Eysenck es va convertir en membre del consell assessor acadèmic de Mankind Quarterly, unint-se als associats a la revista per intentar reinventar-la com un vehicle acadèmic més convencional. Billig assegura que el mateix any Eysenck també es va convertir en membre del comitè de patrocini de la Nouvelle École de GRECE.
Remarcant les suposades connexions de la dreta d'Eysenck, Buchanan escriu: «Per a aquells que busquen demonitzar a fons Eysenck, els seus vincles amb grups d'extrema dreta van revelar les seves veritables simpaties polítiques». Segons Buchanan, aquests durs crítics van interpretar els escrits d'Eysenck com a «obertament racistes». A més, Buchanan escriu que els crítics més ferotges d'Eysenck estaven convençuts que Eysenck «estava tergiversant voluntàriament una agenda política fosca». Buchanan va argumentar que «Semblava que no hi havia cap agenda oculta per a Hans Eysenck. Estava massa egocèntric, massa preocupat per les seves pròpies aspiracions com a gran científic per albergar objectius polítics específics.»
Segons Buchanan, Eysenck creia que la qualitat de la seva investigació «ajudaria a temperar els errors i els excessos socials». La defensa d'Eysenck va ser que no va evitar publicar o ser entrevistat en publicacions controvertides, i que no necessàriament compartia el seu punt de vista editorial. Com a exemples, Buchanan esmenta les contribucions d'Eysenck a les revistes pornogràfiques Mayfair i Penthouse.
Eysenck va descriure les seves opinions a la introducció a Race, Education and Intelligence:
| « | El meu reconeixement de la importància del problema racial, i les meves pròpies actituds d'oposició a qualsevol tipus de segregació racial, i l'odi cap a aquells que suprimeixen qualsevol sector de la comunitat per motius de raça (o sexe o religió) van estar determinats en part pel fet que vaig créixer a Alemanya, en un moment en què el hitlerisme s'estava convertint en una doctrina molt estesa que finalment va prevaler i va provocar la mort de diversos milions de jueus l'únic crim dels quals era que pertanyien a una "raça" imaginària que havia estat somiada per un grup d'homes en els quals la bogeria es barrejava a parts iguals amb artesania, paranoia, i sadisme. | » |

### Parapsicologia i astrologia
Eysenck creia que l'evidència empírica donava suport a la parapsicologia i l'astrologia. Va ser criticat pels escèptics científics per avalar la ciència marginal. Henry Gordon, per exemple, va afirmar que el punt de vista d'Eysenck era «increïblement ingenu» perquè molts dels experiments de parapsicologia que va citar com a evidència contenien problemes greus i mai es van replicar. El mag i escèptic James Randi va assenyalar que Eysenck havia donat suport als psíquics fraudulents com a genuïns i no havia esmentat el seu prestigi. Segons Randi, havia donat «una visió totalment unilateral del tema».

### Treball posterior
El 1994, va ser un dels 52 signants de «Mainstream Science on Intelligence», un editorial escrit per Linda Gottfredson i publicat a The Wall Street Journal, que descrivia el consens dels estudiosos signants sobre qüestions relacionades amb la investigació d'intel·ligència després de la publicació del llibre The Bell Curve. Eysenck va incloure l'editorial sencer al seu llibre de 1998 Intelligence: A New Look.

## Reavaluació pòstuma
L'obra d'Eysenck ha sofert una reavaluació des de la seva mort.
El psicòleg Donald R. Peterson va assenyalar en unes cartes escrites el 1995 i publicades el 2005 que anys abans havia deixat de confiar en el treball d'Eysenck després d'intentar replicar un estudi fet al laboratori d'Eysenck i va concloure que els resultats de l'estudi original havien d'haver estat «o inventats o cuinats».

### Consulta del King's College de Londres 2019
El 2019, el psiquiatre Anthony Pelosi, escrivint per al Journal of Health Psychology, va descriure el treball d'Eysenck com a insegur. Pelosi va descriure alguns dels treballs d'Eysenck com a «un dels pitjors escàndols científics de tots els temps», amb «la que ha de ser la sèrie de troballes més sorprenent mai publicada a la literatura científica avaluada per experts» i «mesures de l'efecte que mai no s'han trobat en investigació biomèdica». Pelosi va citar 23 «crítiques greus» a l'obra d'Eysenck que havien estat publicades de manera independent per diversos autors entre 1991 i 1997, i va assenyalar que aquestes mai havien estat investigades «per cap autoritat adequada» en aquell moment. Els documents presumptament fraudulents cobrien els vincles entre la personalitat i el càncer. Grossarth i Eysenck van afirmar que se suposava que l'existència d'una «personalitat propensa al càncer» tenia un risc de morir de càncer 121 vegades més gran quan s'exposava al factor físic carcinogen fumar tabac. Bosely (2019): S'afirma que la «personalitat propensa a les malalties del cor» exposada a factors de risc físic té 27 vegades el risc de morir per malalties del cor com a controls. Pelosi va concloure: «Crec sincerament, després d'haver-lo llegit amb tanta atenció i intentat trobar interpretacions alternatives, que es tracta d'un treball fraudulent».
L'escriptura de Pelosi va provocar anàlisis addicionals d'altres acadèmics i periodistes. Citant a Pelosi, el psicòleg David F. Marks va escriure una carta oberta (també publicada al Journal of Health Psychology) demanant la retractació o correcció de 61 articles addicionals d'Eysenck. El 2019, 26 dels articles d'Eysenck (tots en coautor amb Ronald Grossarth-Maticek) van ser «considerats insegurs» per una investigació en nom del King's College de Londres. Va concloure que aquestes publicacions que descriuen estudis experimentals o observacionals no eren segures. Va decidir que els editors de les 11 revistes en què apareixien aquests estudis havien de ser informats de la seva decisió. Tots els 26 articles es van citar a la carta oberta de Marks.

Diagrama de la perspectiva d'Eysenck i Grossarth-Maticek sobre la persona i el càncer caracteritzat pels crítics, una caracterització disputada per Grossarth-Maticek.

## Principals aportacions
Creia que la psicologia havia de basar-se en el mètode científic i, per tant, usar l'estadística d'anàlisi de paràmetres del caràcter per arribar a conclusions sobre el subjecte (per aquest motiu, va criticar durament la psicoanàlisi), així com basar-se en la genètica. Dins d'aquest camp, va trobar proves que la neurosi i certs components de la intel·ligència eren hereditaris (i amb més influència en la vida de l'usualment acceptat).
Va afirmar, a més a més, que el tret de la personalitat més rellevant és l'extraversió. Aquesta sorgeix per la necessitat d'activació de l'escorça del cervell, els individus amb més necessitat d'activació busquen més el contacte amb els altres i són més sociables, mentre que aquells que tenen una estimulació suficient són més autònoms o tímids.